# Ioana Loredana Roșca
Ioana Loredana Roșca (* 20. September 1996 in Craiova) ist eine rumänische Tennisspielerin.

## Karriere
Roșca, die am liebsten auf Hartplätzen spielt, begann im Alter von acht Jahren mit dem Tennis.
2014 triumphierte sie im Finale des Juniorinnendoppels der French Open, gemeinsam mit Ioana Ducu. Sie gewannen das Endspiel gegen Catherine Bellis/Markéta Vondroušová mit 6:1, 5:7 und [11:9].
Während ihrer Karriere gewann sie bisher fünf Einzel- und 25 Doppeltitel des ITF Women’s Circuits. Bei den Olympischen Jugend-Sommerspielen 2014 in Nanjing nahm sie im Einzel, Doppel und auch im Mixed teil. Dabei gewann sie nur im Mixed die erste Runde.
Außerdem spielte sie 2019 für den Marienburger SC in der 2. Tennis-Bundesliga, der die Meisterschaft Nord gewann und in die erste Liga aufstieg.

## Turniersiege

### Einzel
| Nr. | Datum              | Turnier   | Kategorie   | Belag     | Finalgegnerin    | Ergebnis      |
| --- | ------------------ | --------- | ----------- | --------- | ---------------- | ------------- |
| 1.  | 25. Juli 2015      | Târgu Jiu | ITF $10.000 | Sand      | Nicoleta Dascălu | 6:2, 4:6, 6:3 |
| 2.  | 29. April 2018     | Hammamet  | ITF $15.000 | Sand      | Marija Marfutina | 3:6, 6:3, 7:5 |
| 3.  | 30. September 2018 | Melilla   | ITF $15.000 | Sand      | Júlia Payola     | 6:0, 6:2      |
| 4.  | 27. Januar 2019    | Manacor   | ITF W15     | Sand      | Rebeka Masarova  | 6:2, 6:0      |
| 5.  | 26. Januar 2020    | Manacor   | ITF W15     | Hartplatz | Rosa Vicens Mas  | 6:4, 6:1      |

### Doppel
| Nr. | Datum              | Turnier         | Kategorie   | Belag             | Partnerin              | Finalgegnerinnen                          | Ergebnis          |
| --- | ------------------ | --------------- | ----------- | ----------------- | ---------------------- | ----------------------------------------- | ----------------- |
| 1.  | 23. August 2013    | Bukarest        | ITF $10.000 | Sand              | Irina Bara             | Raluca Elena Platon Patricia Maria Țig    | 6:4, 6:4          |
| 2.  | 1. Februar 2014    | Tinajo          | ITF $10.000 | Hartplatz         | Hikari Yamamoto        | Arabela Fernández Rabener Elise Mertens   | 6:1, 6:1          |
| 3.  | 21. März 2015      | Antalya         | ITF $10.000 | Hartplatz         | Cristina Ene           | Kamila Kerimbajewa Aljona Sotnykowa       | 6:2, 6:3          |
| 4.  | 10. Juli 2015      | Iași            | ITF $10.000 | Sand              | Oana Georgeta Simion   | Maryna Kolb Nadija Kolb                   | 6:3, 7:5          |
| 5.  | 24. Juli 2015      | Târgu Jiu       | ITF $10.000 | Sand              | Raluca Ciufrila        | Julieta Estable Daniela Farfán            | 4:6, 7:64, [10:6] |
| 6.  | 31. Juli 2015      | Târgu Jiu       | ITF $10.000 | Sand              | Raluca Ciufrila        | Ana Bianca Mihăilă Giulia Pairone         | 6:4, 6:74, [10:5] |
| 7.  | 24. Januar 2016    | Antalya         | ITF $10.000 | Sand              | Lina Gjorcheska        | Steffi Distelmans Chiara Grimm            | 6:2, 6:2          |
| 8.  | 4. Juni 2016       | Galați          | ITF $10.000 | Sand              | Alexandra Perper       | Cristina Adamescu Oana Georgeta Simion    | 6:3, 6:4          |
| 9.  | 8. Juli 2016       | Getxo           | ITF $10.000 | Sand              | Oleksandra Koraschwili | Carla Lucero Jessika Ponchet              | 6:0, 6:3          |
| 10. | 10. September 2016 | Ponta Delgada   | ITF $10.000 | Hartplatz         | Inês Murta             | Katharina Hering Andrea Ka                | 2:6, 6:4, [11:9]  |
| 11. | 11. November 2016  | Vinaròs         | ITF $10.000 | Sand              | Oleksandra Koraschwili | Andrea Gámiz Charlotte Römer              | 6:4, 7:62         |
| 12. | 5. Mai 2018        | Hammamet        | ITF $15.000 | Sand              | Cristina Adamescu      | Mana Ayukawa Alicia Herrero Linana        | 6:4, 6:3          |
| 13. | 10. August 2018    | Arad            | ITF $15.000 | Sand              | Cristina Ene           | Ioana Gașpar Camelia-Elena Hristea        | 6:3, 6:4          |
| 14. | 29. September 2018 | Melilla         | ITF $15.000 | Sand              | Olga Parres Azcoitia   | Catherine Chantraine Linda Prenkovic      | 6:2, 6:2          |
| 15. | 3. November 2018   | Lousada         | ITF $15.000 | Hartplatz (Halle) | Olga Parres Azcoitia   | Alba Carrillo Marin Noelia Zeballos       | 6:2, 6:2          |
| 16. | 5. September 2020  | Montemor-o-Novo | ITF W25     | Hartplatz         | Marina Bassols Ribera  | Jodie Anna Burrage Olivia Nicholls        | 7:65, 4:6, [10:6] |
| 17. | 12. September 2020 | Warna           | ITF W15     | Sand              | Cristina Dinu          | Oana Gavrila Andreea Amalia Rosca         | 6:4, 3:6, [10:7]  |
| 18. | 1. November 2020   | Iraklio         | ITF W15     | Sand              | Andreea Roșca          | Melania Delai Dalila Spiteri              | 6:1, 6:3          |
| 19. | 23. November 2020  | Iraklio         | ITF W15     | Sand              | Andreea Roșca          | Martina Colmegna Melania Delai            | 6:4, 6:4          |
| 20. | 28. November 2020  | Iraklio         | ITF W15     | Sand              | Andreea Roșca          | Elina Nepli Dimitra Pavlou                | 6:3, 6:3          |
| 21. | 12. Februar 2021   | Grenoble        | ITF W25     | Hartplatz (Halle) | Kimberley Zimmermann   | Arianne Hartono Yuriko Miyazaki           | 6:1, 7:5          |
| 22. | 3. Juli 2021       | Den Haag        | ITF W25     | Sand              | Marie Benoît           | María José Portillo Ramírez Panna Udvardy | 6:75 7:5, [10:7]  |
| 23. | 7. August 2021     | Pescara         | ITF W25     | Sand              | Cristina Dinu          | Victoria Bosio Angelica Moratelli         | 6:2, 5:7, [10:3]  |
| 24. | 7. Mai 2022        | Tossa de Mar    | ITF W25     | Teppich           | Marina Bassols Ribera  | Yvonne Cavalle-Reimers Celia Cerviño Ruiz | 7:5, 6:0          |
| 25. | 23. Juli 2022      | Vitoria-Gasteiz | ITF W60     | Hartplatz         | Maria Bondarenko       | Isabelle Haverlag Justina Mikulskytė      | 6:3, 6:4          |
| 26. | 25. Februar 2023   | Manacor         | ITF W15     | Hartplatz         | Olga Parres Azcoitia   | Naïma Karamoko Inês Murta                 | 6:4, 7:66         |